# Associazione Calcio Entella 1967-1968
Questa pagina raccoglie le informazioni riguardanti l'Associazione Calcio Entella nelle competizioni ufficiali della stagione  1967-1968.

## Divise
| 1ª divisa | 2ª divisa |

## Rosa
| N. |                   | Ruolo | Calciatore          |
| -- | ----------------- | ----- | ------------------- |
|    | Italia (bandiera) | C     | Alberto Bedin       |
|    | Italia (bandiera) | A     | Rovveno Canzian     |
|    | Italia (bandiera) | C     | Giorgio Cavicchioli |
|    | Italia (bandiera) | A     | Wilmer Cazzaniga    |
|    | Italia (bandiera) | A     | Adelio Colombo      |
|    | Italia (bandiera) | D     | Mario Delle Piane   |
|    | Italia (bandiera) | C     | Elvio Fontana       |
|    | Italia (bandiera) | A     | Martino Gargenti    |
|    | Italia (bandiera) | D     | Alessandro Giordan  |
|    | Italia (bandiera) | A     | Massimo Jacobini    |

| N. |                   | Ruolo | Calciatore      |
| -- | ----------------- | ----- | --------------- |
|    | Italia (bandiera) |       | Lavagna         |
|    | Italia (bandiera) | A     | Roberto Lazzari |
|    | Italia (bandiera) | D     | Ermes Nadalin   |
|    | Italia (bandiera) | C     | Mario Pacciani  |
|    | Italia (bandiera) | P     | Emilio Re       |
|    | Italia (bandiera) | C     | Marino Scabini  |
|    | Italia (bandiera) | C     | Roberto Tassara |
|    | Italia (bandiera) | A     | Gaspare Umile   |
|    | Italia (bandiera) | C     | Franco Vannini  |